# Ардон (град)
Ардо́н (на руски: Ардон; на осетински: Ӕрыдон Ardon.ogg) е град (с 1964 г.) в Република Северна Осетия, Русия. Населението му през 2017 година е 19 371 души. Градът е разположен на брега на река Ардон. Намира се на 39 километра северозападно от Владикавказ.